# Van Hool Linea

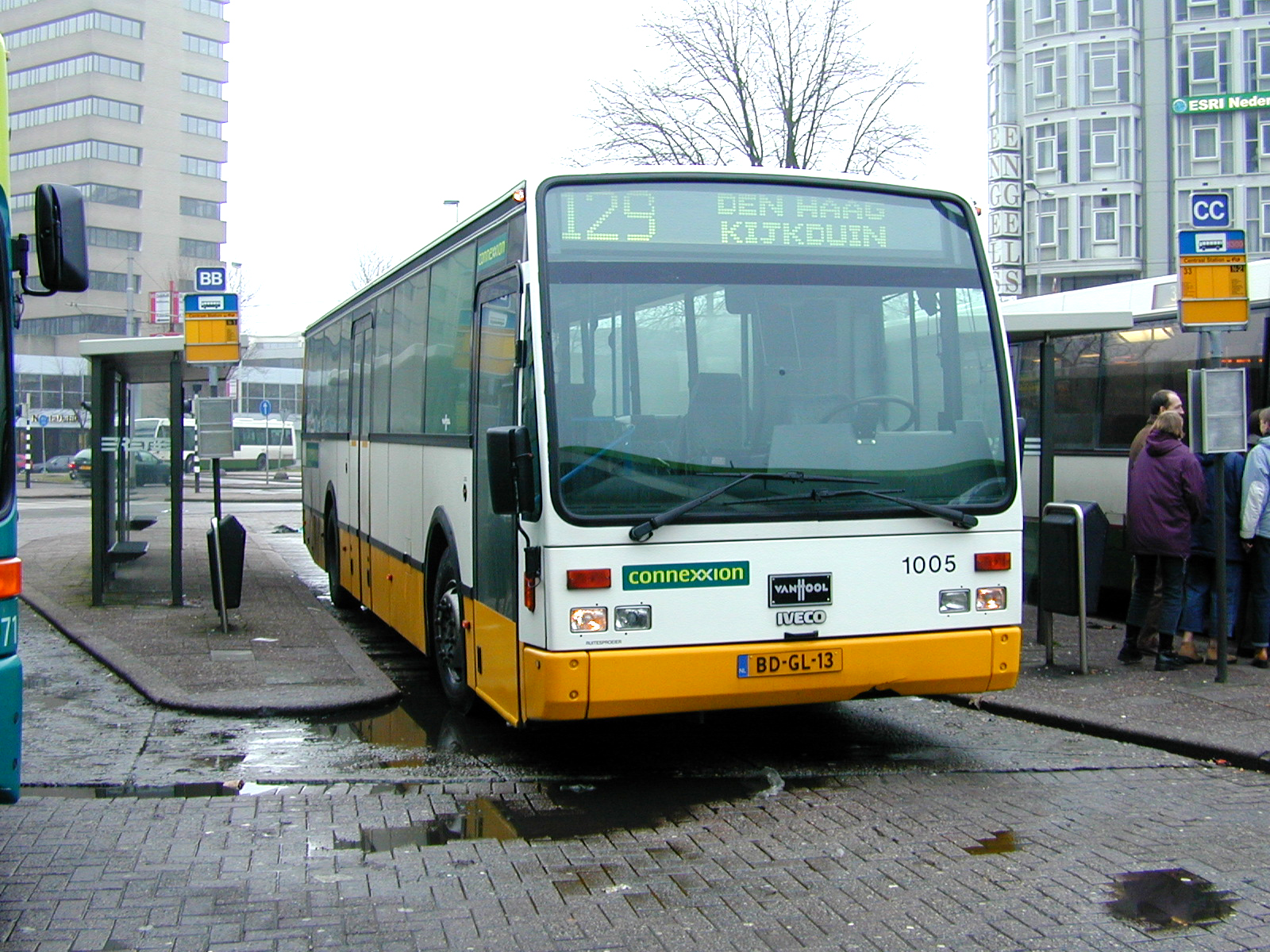
Connexxion bus 1005 te Rotterdam CS

De Van Hool Linea is een bustype van de Belgische fabrikant Van Hool en is gelijk aan de Van Hool A600. Echter in vergelijking met de A600 wordt de Linea geleverd op externe chassistypes, zoals de Volvo B10R en de Scania L113 CLB AA. Dit bustype was de opvolger van de Van Hool A120 en werd vanaf 1992 tot 1999 geproduceerd.

## Inzet
Het bustype werd veel in België ingezet. Dit bustype kwam alleen voor bij enkele buspachters. Ook werd er een aantal exemplaren geëxporteerd naar onder andere Italië en Duitsland. In Nederland kwam de bus alleen voor bij Zuid-West-Nederland. Deze bussen hebben na de fusering tot Connexxion, nog enkele jaren dienstgedaan in Zuid-Holland, waarna ze zijn overgegaan naar Connexxion Tours.
| Land      | Bedrijf                         | Type                | Serie                                        | Aantal                   | Inzet                 | Opmerking                                                                  |
| --------- | ------------------------------- | ------------------- | -------------------------------------------- | ------------------------ | --------------------- | -------------------------------------------------------------------------- |
| België    | A. Weyn & Zonen                 | Scania L94 UB4X2    | 221749                                       | 1                        | Oost-Vlaanderen       |                                                                            |
| België    | Autobus de Geneval              | Scania L113 CLB AA  | 961171                                       | 1                        | Waals-Brabant         |                                                                            |
| België    | Autobus De Schelde              | Scania L94 UB4X2    | 111866                                       | 1                        | Antwerpen             |                                                                            |
| België    | Autobus De Schelde              | Scania L113 CLL AA  | 111868, 111870, 119961, 119990               | 4                        | Antwerpen             | 119990, voorheen De Decker, daarvoor Citrabus, daarvoor St. Christophe     |
| België    | Autobus Latour                  | Volvo B10M          | 558101-558112, 558114-558115, 558117, 558199 | 16                       | Namen                 | 558101-558104, 558199 zijn afgevoerd                                       |
| België    | Autobus Toussaint               | Volvo B10B          | 564113-564114                                | 2                        | Namen                 |                                                                            |
| België    | Autobus Vandeweege              | Volvo B10B          | 368110-368111                                | 2                        | West-Vlaanderen       | Verkocht aan Demuynck & Vansteeland                                        |
| België    | Autocars de Boeck               | Volvo B10B          | 1-ARD-070                                    | 1                        | ??                    | Voorheen Demuynck & Vansteeland 550507, daarvoor Autobus Vandeweege 368110 |
| België    | Autobusdiensten R. Melotte & Co | Scania L94 UB4X2    | 441570                                       | 1                        | Limburg               | Ex-859170                                                                  |
| België    | Autobusdiensten R. Melotte & Co | Scania L113 CLB AA  | 441569                                       | 1                        | Limburg               | Ex-859169                                                                  |
| België    | B&C                             | Volvo B10B          | 111052                                       | 1                        | Antwerpen             |                                                                            |
| België    | Bertrand                        | Volvo B10B          | 701107, 701110                               | 2                        | Luik                  |                                                                            |
| België    | Bertrand Fernand                | Volvo B10M          | 502108                                       | 1                        | Namen                 | Verkocht aan Le Cinacien                                                   |
| België    | Bus et Cars Roquet              | Scania L113         | 506113                                       | 1                        | Namen                 |                                                                            |
| België    | Bus et Cars Roquet              | Scania L113 CLB AA  | 703103                                       | 1                        | Luik                  |                                                                            |
| België    | Cars Lux                        | Scania L94 UB4X2    | 179-180                                      | 2                        | Vlaams-Brabant        | Ex-De Decker Wordt gebruikt voor schoollijnen                              |
| België    | Cars Lux                        | Scania L113 CLL AA  | 331176-331178, 302062, 302064, 302067        | 6                        | Vlaams-Brabant        | 302062, 302064, 302067 ex-De Decker                                        |
| België    | De Decker                       | Scania L94 UB4X2    | 221479-221480                                | 2                        | Oost-Vlaanderen       | Verkoscht aan Cars Lux                                                     |
| België    | De Decker                       | Scania L113 CLL AA  | 221464, 221467, 221469, 275162b              | 4                        | Oost-Vlaanderen       | 221464, 221467, 275162b verkocht aan Cars Lux                              |
| België    | De Hauwere                      | Volvo B10B          | 111233                                       | 1                        | Antwerpen             | Reed voor 2004 rond in Oost-Vlaanderen onder nummer 221233                 |
| België    | De Hauwere                      | Volvo B10B          | 221232, 221235                               | 2                        | Oost-Vlaanderen       |                                                                            |
| België    | Demuynck & Vansteeland          | Volvo B10B          | 550506-550507                                | 2                        | West-Vlaanderen       | Ex-Autobus Vandeweege 550507 verkocht aan Autocars de Boeck                |
| België    | Demuynck & Vansteeland          | Volvo B10R-55       | 550508                                       | 1                        | West-Vlaanderen       |                                                                            |
| België    | Dierickx Airport                | Scania L113CLB      | 22, 23, 25, 33 en 34                         | 5                        | Brussels Airport      | Deden dienst als vervoer voor passagiers en personeel op de luchthaven     |
| België    | Egmont Autobusuitbaning         | Volvo B10B          | 220602                                       | 1                        | Oost-Vlaanderen       | Rijdt in opdracht van Zwalmbus                                             |
| België    | Ets. Fr. Gardona et Deltenre    | Scania L113 CLB AA  | 905179-905180                                | 2                        | Waals-Brabant         |                                                                            |
| België    | Ets. Poncin et Clébant          | Scania L94 IB4X2    | 605108                                       | 1                        | Luxemburg             |                                                                            |
| België    | Ets. Poncin et Clébant          | Scania L113 CLB AA  | 605106                                       | 1                        | Luxemburg             |                                                                            |
| België    | G. Liénard et Cie               | Scania L94 UB4X2    | 559135-559136                                | 2                        | Henegouwen            |                                                                            |
| België    | G. Liénard et Cie               | Volvo B10M          | 559119-559120, 559133                        | 3                        | Henegouwen            |                                                                            |
| België    | Garage du Perron                | Scania L94 UB4X2    | 754144                                       | 1                        | Luik                  |                                                                            |
| België    | Garage du Perron                | Volvo B10B          | 754134-754137, 754140-754143                 | 7                        | Luik                  |                                                                            |
| België    | Garage du Perron                | Volvo B10R          | 754138-754139                                | 2                        | Luik                  |                                                                            |
| België    | Le Cinacien                     | Volvo B10B          | 503108a                                      | 1                        | Luik                  | Ex-Bertrand Fernand                                                        |
| België    | Parmentier Autobus              | Volvo B10R-55       | 550804                                       | 1                        | West-Vlaanderen       | Ex-363134                                                                  |
| België    | Roman                           | Volvo B10M          | 462110, 462112, 462113                       | 3                        | Henegouwen            |                                                                            |
| België    | Sophibus                        | Scania L94 IB4X2    | 561159, 561163-561164                        | 3                        | Namen                 |                                                                            |
| België    | Sophibus                        | Scania L113 CLB AA  | 561160                                       | 1                        | Namen                 |                                                                            |
| België    | Sophibus                        | Scania L113 CLB AA  | 561155-561157                                | 3                        | Namen                 | Ex-Autobus Piot                                                            |
| België    | Sophibus                        | Scania L113 CLB AA  | 561158, 561161                               | 2                        | Namen                 | Ex-Satracom                                                                |
| Nederland | Connexxion                      | IVECO 391.E. 12.29A | 15                                           | 1001-1005, 1231-1240     | Zuid-Holland          | Voorheen ZWN-Groep, daarvoor ZWN Overgegaan naar Connexxion Tours          |
| Nederland | Connexxion Tours                | IVECO 391.E. 12.29A | 10                                           | 522-528, 883, 1236, 1240 | Verschillende regio's | Voorheen Connexxion, daarvoor ZWN-Groep, daarvoor ZWN                      |
| Nederland | ZWN/ZWN-Groep                   | IVECO 391.E. 12.29A | 15                                           | 1001-1005, 1231-1240     | Zuid-Holland          | Overgegaan naar Connexxion                                                 |